# David Luenberger
David Gilbert Luenberger (* 16. September 1937 in Los Angeles) ist ein US-amerikanischer Elektrotechniker, Ökonom und Professor an der Stanford University.
Er erwarb 1959 seinen Bachelor-Abschluss am Caltech und promovierte 1963 im Fach Elektrotechnik an der Stanford University bei William Linvill (Determining the State of a Linear System with Observers of Low Dynamic Order). In seiner Dissertation führte er den nach ihm benannten Luenberger-Beobachter ein, der heute besonders im Bereich der Regelungstechnik breite Anwendung findet. 1961/62 war er Ingenieur bei Westinghouse Electric, bevor er 1963 Assistant Professor in Stanford wurde. 1967 wurde er Associate Professor und 1971 erhielt er eine volle Professur.
Er war einer der Gründer des Departement of Engineering-Economics Systems in Stanford im Jahre 1967 und fungierte elf Jahre lang als dessen Leiter. Luenberger kann auf mehr als 70 Veröffentlichungen in den Bereichen Systemtheorie, Optimierung, Wirtschaft und Investment zurückblicken.
1990 erhielt er den Hendrik W. Bode Preis der IEEE (Sektion Control Systems) und er erhielt die Oldenburger Medal der American Society of Mechanical Engineers.
Er ist seit 1962 verheiratet und hat fünf Kinder.

## Schriften
- mit Yinyu Ye: Linear and nonlinear programming, Springer Verlag 2008
- Information Science, Princeton University Press 2006
- Introduction to dynamic systems : theory, models, and applications, Wiley 1979
- Microeconomic theory, McGraw Hill 1979
- Investment science, Oxford University Press 1998
- Introduction to linear and nonlinear programming, Addison-Wesley 1973